# Espen Børufsen
Espen Fjone Børufsen (Kristiansand, 4 marzo 1988) è un ex calciatore norvegese, di ruolo centrocampista.

## Carriera

### Club
Børufsen ha iniziato a giocare nel Våg. in 3. divisjon. Nel 2006 è passato allo Start, per cui ha debuttato il 15 ottobre dello stesso anno, quando ha sostituito Lars Engedal nel pareggio per 2-2 in casa dello Stabæk. Il 9 aprile 2007, alla prima partita dell'edizione stagionale dell'Eliteserien, ha segnato la rete del momentaneo 0-1 ai danni dell'Aalesund, siglando così la prima marcatura della sua carriera nella massima divisione locale. Questo è stato il primo campionato che Børufsen ha giocato con regolarità, ottenendo lo score finale di 21 partite e 5 reti.
Al termine della stagione, lo Start è retrocesso nella 1. divisjon e il calciatore ha dato il suo contributo per la pronta risalita, segnando una rete in 17 incontri. La squadra ha partecipato così all'Eliteserien 2009. Lo Start è rimasto nella massima divisione fino al campionato 2011, chiuso con una nuova retrocessione. La squadra ha vinto allora la 1. divisjon 2012 ed è tornata nuovamente nell'Eliteserien. Il 15 ottobre 2014 ha rinnovato il contratto che lo legava al club per altre due stagioni.
Il 26 settembre 2016, a seguito della sconfitta per 2-0 arrivata sul campo del Viking, il suo Start è matematicamente retrocesso in 1. divisjon, con quattro giornate d'anticipo sulla fine del campionato. Il 2 novembre successivo, Børufsen ha rinnovato il contratto con il club fino al 31 dicembre 2019.
Al termine del campionato 2017, lo Start si è guadagnato la promozione in Eliteserien.
Si è ritirato al termine del campionato 2020.

### Nazionale
Børufsen ha collezionato 25 presenze nelle varie Nazionali giovanili della Norvegia. Con la Norvegia under 21 ha esordito il 22 agosto 2007, nella sconfitta per 0-2 contro la Danimarca, giocando dal primo minuto.

## Statistiche

### Presenze e reti nei club
Statistiche aggiornate al 29 dicembre 2020.
| Stagione     | Club         | Campionato   | Campionato | Campionato | Coppe nazionali | Coppe nazionali | Coppe nazionali | Coppe continentali | Coppe continentali | Coppe continentali | Supercoppe | Supercoppe | Supercoppe | Totale | Totale |
| Stagione     | Club         | Comp         | Pres       | Reti       | Comp            | Pres            | Reti            | Comp               | Pres               | Reti               | Comp       | Pres       | Reti       | Pres   | Reti   |
| ------------ | ------------ | ------------ | ---------- | ---------- | --------------- | --------------- | --------------- | ------------------ | ------------------ | ------------------ | ---------- | ---------- | ---------- | ------ | ------ |
| 2004         | Våg          | 3D           | ?          | ?          | CN              | ?               | ?               | -                  | -                  | -                  | -          | -          | -          | ?      | ?      |
| 2005         | Våg          | 3D           | ?          | ?          | CN              | ?               | ?               | -                  | -                  | -                  | -          | -          | -          | ?      | ?      |
| Totale Våg   | Totale Våg   | Totale Våg   | ?          | ?          |                 | ?               | ?               |                    | -                  | -                  |            | -          | -          | ?      | ?      |
| 2006         | Start        | ES           | 3          | 0          | CN              | 0               | 0               | -                  | -                  | -                  | -          | -          | -          | 3      | 0      |
| 2007         | Start        | ES           | 21         | 5          | CN              | 3               | 0               | -                  | -                  | -                  | -          | -          | -          | 24     | 5      |
| 2008         | Start        | 1D           | 17         | 1          | CN              | 0               | 0               | -                  | -                  | -                  | -          | -          | -          | 17     | 1      |
| 2009         | Start        | ES           | 30         | 2          | CN              | 3               | 1               | -                  | -                  | -                  | -          | -          | -          | 33     | 3      |
| 2010         | Start        | ES           | 27         | 9          | CN              | 4               | 0               | -                  | -                  | -                  | -          | -          | -          | 31     | 9      |
| 2011         | Start        | ES           | 26         | 3          | CN              | 5               | 1               | -                  | -                  | -                  | -          | -          | -          | 31     | 4      |
| 2012         | Start        | 1D           | 19         | 2          | CN              | 1               | 0               | -                  | -                  | -                  | -          | -          | -          | 20     | 2      |
| 2013         | Start        | ES           | 29         | 0          | CN              | 4               | 0               | -                  | -                  | -                  | -          | -          | -          | 33     | 0      |
| 2014         | Start        | ES           | 23         | 3          | CN              | 3               | 0               | -                  | -                  | -                  | -          | -          | -          | 26     | 3      |
| 2015         | Start        | ES           | 25+2       | 6+1        | CN              | 0               | 0               | -                  | -                  | -                  | -          | -          | -          | 27     | 7      |
| 2016         | Start        | ES           | 27         | 3          | CN              | 1               | 0               | -                  | -                  | -                  | -          | -          | -          | 28     | 3      |
| 2017         | Start        | 1D           | 29         | 7          | CN              | 1               | 0               | -                  | -                  | -                  | -          | -          | -          | 30     | 7      |
| 2018         | Start        | ES           | 9          | 2          | CN              | 1               | 1               | -                  | -                  | -                  | -          | -          | -          | 10     | 3      |
| 2019         | Start        | 1D           | 0          | 0          | CN              | 0               | 0               | -                  | -                  | -                  | -          | -          | -          | 0      | 0      |
| 2020         | Start        | ES           | 18         | 0          | -               | -               | -               | -                  | -                  | -                  | -          | -          | -          | 18     | 0      |
| Totale Start | Totale Start | Totale Start | 303+2      | 43+1       |                 | 26              | 3               |                    | -                  | -                  |            | -          | -          | 321    | 47     |
| Totale       | Totale       | Totale       | 303+2+     | 41+1+      |                 | 26+             | 3+              |                    | -                  | -                  |            | -          | -          | 321+   | 47+    |

## Palmarès

### Club

#### Competizioni giovanili
- Norgesmesterskapet G19: 1

Start: 2007